# Monte Luofu

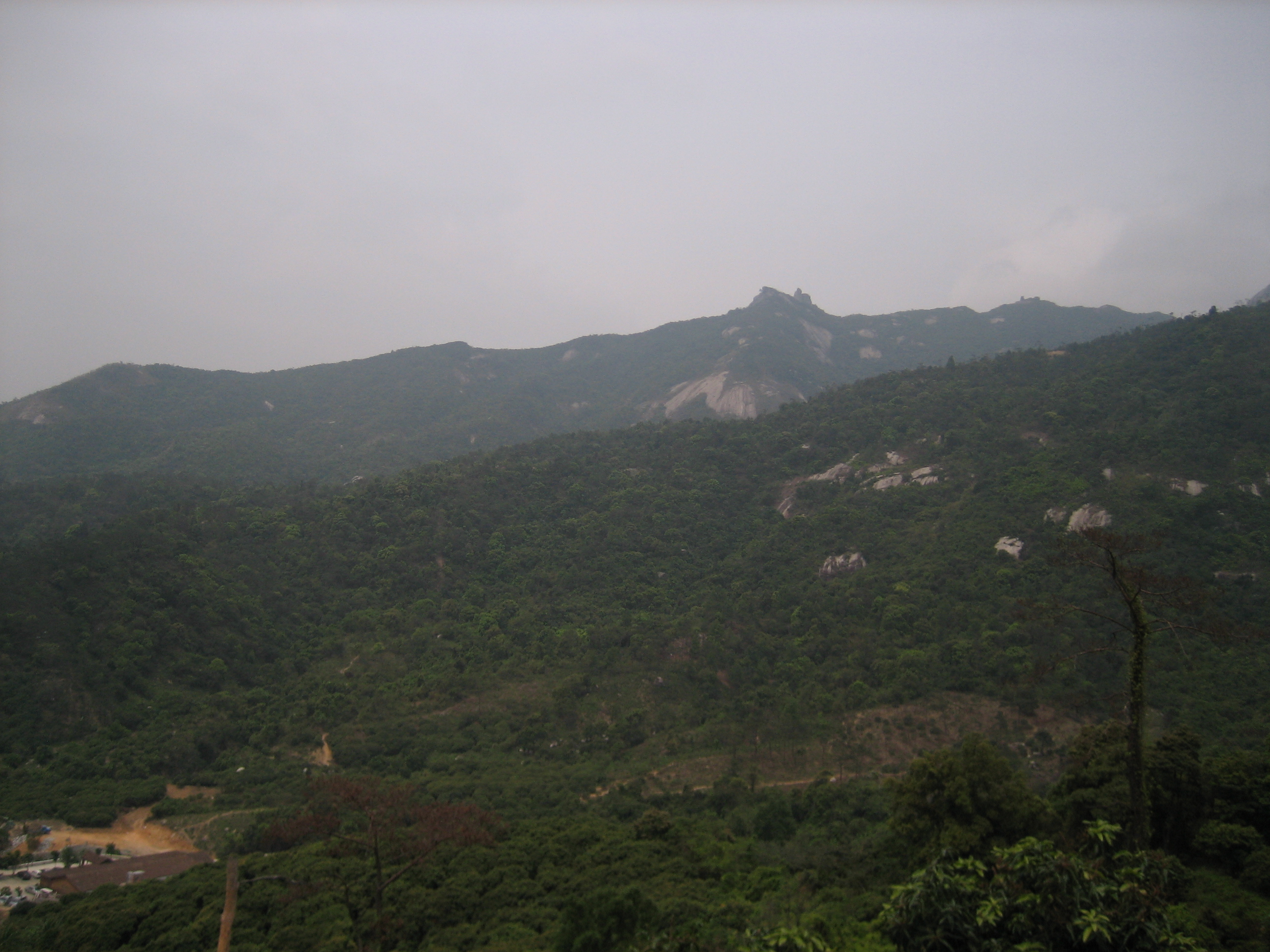
Monte Luofu Shan

O Monte Luofu (em chinês: 羅浮山; e pinyin: luófúshān; em Yale Cantonese: lo4 fau4 saan1) é uma montanha sagrada da China, situada no banco norte do Dongjiang no noroeste do condado de Bóluó (博羅), na prefeitura de Huizhou na província de Cantão, que engloba 250 quilômetros.
Entre os muitos templos do monte Luofu está Wa Sau Toi, que é ligado aos estilos do dragão do Bak Mei e do Kung Fu. O Mestre Mojiaquan estudou a meditação e a medicina tradicional chinesa no templo do vazio  no monte Luofu. Choy Fook, um dos professores fundadores do Choy lay fut, é dito ter sido uma monge no monte Luofu.

## Templos
Na dinastia Jin oriental, o taoísta Ge Hong preparou elixires aqui. Durante a estada de Ge Hong no Mt. Luofu, quatro cabanas foram construídas, e ampliadas subsequentemente em templos: o templo do sul do grande vazio (que foi mudado para templo do vazio mais tarde), o templo ocidental do dragão amarelo, o templo oriental dos nove céus, e o templo dos representantes do norte.
Na dinastia Qing, uma filial da seita da porta do dragão  propagou seus ensinamentos no templo dos representantes. Durante o reino do imperador Guangxu, o abade do templo, Chen Jiaoyou, escreveu um trabalho importante na história da transmissão e a herança da seita da porta do dragão.
Disse-se que havia vários templos com suas respectivas nomeações no Mt. Luofu:
- nove guan;
- 18 si
- 22 an

Porém após a dinastia Ming e Qing, muitas delas desmoronaram e somente cinco guan e cinco si permanecem hoje em dia. Os cinco templos taoistas são o templo do vazio, o templo dos representantes, o templo dos nove céus, o templo do guindaste branco, e o templo do dragão amarelo. O templo do vazio é um dos templos nacionais reconhecidos pelo Conselho Estatal.
Também há uma casa que seria o lugar onde Ge Hong e seu contemporâneo Bo Jing usaram para discutir escrituras.
Há muitas relíquias de Ge Hong em Mt. Luofu, as substâncias alquímicas para elixires e etc. Também seria na montanha que Ge Hong alcançou a imortalidade, segundo a lenda, nos últimos anos de vida, Ge teria vivido no Mt. Luofu, ao morrer, seu corpo estava estranhamente claro, como se estivesse vivo, e todos os seus contemporâneos supõem que Ge finalmente conseguiu a transcendência com a técnica do shi jie, que é traduzido às vezes como "a libertação do cadáver". Sua biografia além disso diz que Ge faleceu com oitenta anos. 